# Volby 2008
V roce 2008 se konaly tyto volby:

## Leden
- 3. ledna:  Iowa, republikánské primárky
- 5. ledna:  Gruzie, referendum
- 7. ledna:  Marshallovy ostrovy, prezidentské (nepřímé)
- 8. ledna:  New Hampshire, republikánské primárky
- 9. ledna:  Kosovo, prezidentské (nepřímé)
- 12. ledna:  Tchaj-wan, parlamentní a referendum
- 15. ledna:  Barbados, parlamentní
- 17.–19. ledna:  Tokelau, parlamentní
- 19. ledna:  Faerské ostrovy, parlamentní
- 20. ledna:  Kuba, parlamentní
- 20. ledna:  Srbsko, prezidentské (1. kolo)
- 27. ledna:  Francouzská Polynésie, parlamentní (1. kolo)
- 29. ledna:  Bhútán, senátní

## Únor
- 3. února:  Srbsko, prezidentské (2. kolo)
- 3. února:  Monako, paelamentní
- 7. února:  Belize, parlamentní, referendum
- 8. února:  Džibutsko, parlamentní
- 8., 9., 15. února:  Česko, prezidentské (nepřímé)
- 10. února:  Francouzská Polynésie, parlamentní (2. kolo)
- 11. února:  Trinidad a Tobago, prezidentské (nepřímé)
- 17., 18., 19. února:  Západní Sahara, parlamentní
- 17., 24. února:  Kypr, prezidentské
- 18. února:  Pákistán, parlamentní
- 19. února:  Arménie, prezidentské
- 24. února:  Francouzská Polynésie, prezidentské (nepřímé)
- 24. února:  Kuba, prezidentské (nepřímé)
- 24. února:  Švýcarsko, referendum
- Říjen 2007 až Únor 2008:  Čína, parlamentní

## Březen
- 2. března:  Rusko, prezidentské
- 2. března:  Thajsko, senátní
- 8. března:  Malajsie, parlamentní
- 8. března:  Malta, parlamentní
- 9. března:  Španělsko, parlamentní
- 9. března:  Maďarsko, referendum
- 9./16. března:  Mayotte, parlamentní
- 14. března:  Írán, parlamentní (1. kolo)
- 15. března:  Čína, prezidentské (nepřímé)
- 22. března:  Tchaj-wan, prezidentské, referendum
- 24. března:  Bhútán, parlamentní
- 29. března:  Zimbabwe, prezidentské (1. kolo), parlamentní

## Duben
- 6. dubna:  Černá Hora, prezidentské
- 9. dubna:  Jižní Korea, parlamentní
- 10. dubna:  Nepál, parlamentní
- 13.–14. dubna:  Itálie, parlamentní
- 20. dubna:  Paraguay, všeobecné
- 23. dubna:  Guernsey, všeobecné
- 23.–24. dubna:  Tonga, všeobecné
- 25. dubna:  Írán, parlamentní (2. kolo)
- 26. dubna:  Nauru, parlamentní
- 30. dubna:  Tuvalu, referendum

## Květen
- 4. května:  Rovníková Guinea, parlamentní
- 10., 24. května:  Myanmar (Barma), referendum
- 11. května:  Srbsko, parlamentní
- 16. května:  Dominikánská republika, prezidentské
- 17. května:  Kuvajt, parlamentní
- 21. května:  Gruzie, parlamentní
- 25. května:  Libanon, prezidentské (nepřímé)

## Červen
- 1. června:  Švýcarsko, referendum
- 1. června:  Makedonie, parlamentní
- 7. června:  Niue, parlamentní
- 12. června:  Irsko, referendum
- 22. června:  Slovinsko, referendum
- 27. června:  Zimbabwe, prezidentské (2. kolo)
- 29. června:  Mongolsko, parlamentní

## Červenec
- 8. července:  Grenada, parlamentní
- 19. července:  Nepál, prezidentské (1. kolo, nepřímé)
- 21. července:  Nepál, prezidentské (2. kolo, nepřímé)
- 27. července:  Kambodža, parlamentní

## Srpen
- 2. srpna:  Lotyšsko, referendum
- 5. srpna:  Konžská republika, senátní (nepřímé)
- 10. srpna:  Bolívie, referendum
- 23. srpna:  Lotyšsko, referendum

## Září
- 2. září:  Vanuatu, parlamentní
- 5.–6. září:  Angola, parlamentní
- 6. září:  Pákistán, prezidentské (nepřímé)
- 7. září:  Hongkong, parlamentní
- 15.–18. září:  Rwanda, parlamentní
- 19. září:  Švýcarsko, parlamentní
- 19. září:  Mauricius, prezidentské (nepřímé)
- 21. září:  Slovinsko, parlamentní
- 21. září:  Francie, senátní (1/3, nepřímé)
- 25. září:  Jižní Afrika, prezidentské (nepřímé)
- 28. září:  Ekvádor, referendum
- 28. září:  Rakousko, parlamentní
- 28. září:  Bělorusko, parlamentní

## Říjen
- 8. října:  Maledivy, prezidentské (1. kolo)
- 12. října:  Litva, parlamentní a referendum
- 14. října:  Kanada, parlamentní
- 15. října:  Ázerbájdžán, prezidentské
- 15. října:  Jersey, všeobecné a referendum
- 5.–6. září:  Česko, krajské
- 17./18. října a 24./25. října:  Česko, senátní (1/3)
- 26. října:  Litva, parlamentní (2. kolo)
- 29. října:  Maledivy, prezidentské (2. kolo)
- 30. října:  Zambie, prezidentské

## Listopad
- 4. listopadu:  Spojené státy americké, prezidentské, sněmovní, senátní (1/3) a guvernérské
  - 4. listopadu:  Americká Samoa, guvernérské (1. kolo) a parlamentní
  - 4. listopadu:  Guam, parlamentní
  - 4. listopadu:  Portoriko, guvernérské (1. kolo), parlamentní
  - 4. listopadu:  Americké Panenské ostrovy, parlamentní
- 4. listopadu:  Palau, prezidentské, senátní a sněmovní
- 8. listopadu:  Nový Zéland, všeobecné
- 9. listopadu:  San Marino, parlamentní
- 16. listopadu:  Guinea-Bissau, parlamentní
- 18. listopadu:  Americká Samoa, guvernérské
- 25. listopadu:  Grónsko, referendum
- 26. listopadu:  Jersey, všeobecné (2. kolo)
- 30. listopadu:  Rumunsko, parlamentní
- 30. listopadu:  Švýcarsko, referendum

## Prosinec
- 7. prosince:  Ghana, prezidentské (1. kolo) a parlamentní
- 10. prosince:  Švýcarsko, do Spolkové rady
- 14. prosince:  Turkmenistán, parlamentní (1. kolo)
- 28. prosince:  Ghana, prezidentské (2. kolo)
- 28. prosince:  Turkmenistán, parlamentní (2. kolo)
- 29. prosince:  Bangladéš, všeobecné